# Pixeladvertenties
Pixeladvertenties zijn advertenties in de vorm van kleine logo’s of afbeeldingen op een website die door middel van een muisklik op die afbeelding of dat logo doorverwijzen naar de website van de adverteerder.

## Het ontstaan van pixeladvertenties
Toen de 21-jarige Britse student Alex Tew in 2005 geld nodig had voor zijn studie, bedacht hij een manier om bedrijven op zijn website The Million Dollar Homepage een logo te laten plaatsen. Hiermee was het concept van pixeladvertenties geboren.
Op de hoofdpagina is een groot veld met blokjes te zien. Ieder blokje bestaat uit precies 10x10 (dus 100) pixels. Deze blokjes worden te huur / koop aangeboden. Als een bezoeker op een afbeelding klikt wordt deze doorverwezen naar de website van de adverteerder.

## Huidige stand van zaken
Er is inmiddels een veelheid van websites die het idee van pixeladvertenties hebben gekopieerd. Sommige van deze websites blinken uit in het gemak om te zoeken op categorieën, andere hebben een mogelijkheid een overzichtje weer te geven welke afbeeldingen het meest bekeken zijn.
Veel van de pixeladvertentiesites zijn gemaakt door jonge webdesigners die, net als Tew, hun verdiensten proberen op te krikken. Er is dan ook veel kopieerwerk te zien, de designers gebruiken immers allemaal dezelfde technieken. Er zijn zelfs bedrijven die zichzelf hebben gespecialiseerd in het ontwerpen van software om dit soort websites op te zetten.